# 逍遥の歌
『逍遥の歌』（しょうようのうた）は、京都大学の前身の一つである旧制第三高等学校の寮歌。歌い出しは「紅萌ゆる丘の花」。作詞は澤村胡夷、作曲はK.Y.。旧制第一高等学校の『ああ玉杯』、北海道帝国大学予科の『都ぞ弥生』と共に、「日本三大寮歌」に挙げられることが多い。
なお、他の旧制高等学校や旧制専門学校、大学予科の学生歌や寮歌にも『逍遥の歌』や『逍遥歌』と称するものが存在するため、区別の必要から歌い出しをタイトルにすることがある（『紅萌ゆる』など）。

## 概要
1904年（明治37年）に作成されて以来、旧制時代を通じて新制京都大学の学生に親しまれている歌である。1957年には第三高等学校創立90周年を記念して、吉田山上に「紅もゆるの碑」が建てられた。
1946年の黒澤明監督の映画『わが青春に悔なし』の挿入歌に使われたことで、広く一般にも知られることとなる。1951年の新藤兼人監督映画の第一作『愛妻物語』や、松林宗恵監督の『連合艦隊』でも使用されている。